# Baqueira-Beret

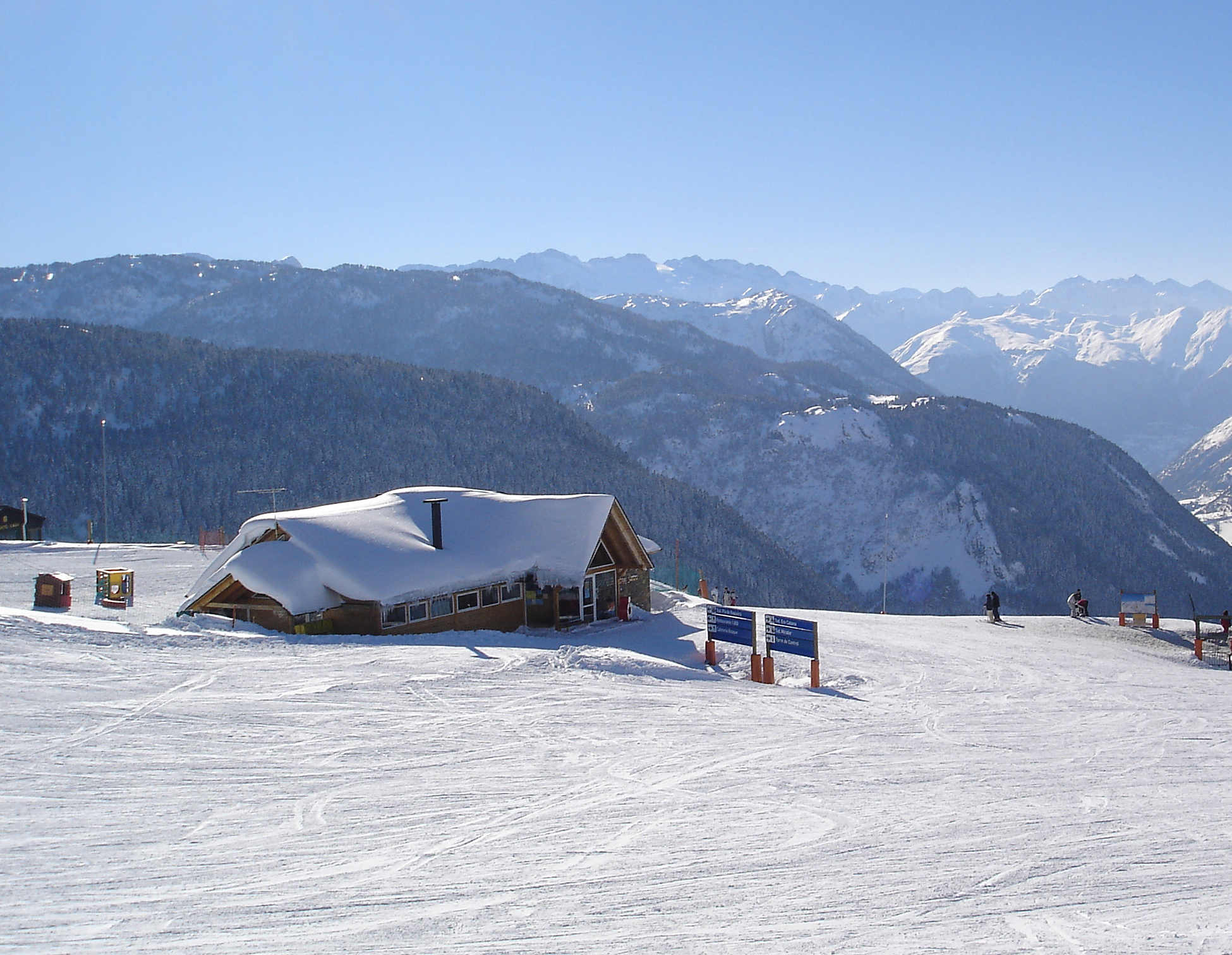
Baqueira-Beret

Baqueira-Beret ist ein Skigebiet im Herzen der spanischen Pyrenäen und gehört zur katalanischen Provinz Lleida. Die Höhenlage des Gebiets beträgt zwischen 1.500 und 2.510 Meter am Cap de Baqueira.

## Beschreibung
Baqueira-Beret ist nach Grandvalira (Andorra) das zweitgrößte Wintersportgebiet der Pyrenäen und das größte ganz Spaniens. Es liegt in den obersten Talabschnitten des Val d’Aran (Naut Aran) und der Pallars Sobirà (Valls d’Àneu). Die Skipisten sind großzügig und offen angelegt und teilweise von Wald umgeben.
Das Skigebiet gliedert sich in drei verschiedene Bereiche: Baqueira, Beret und Bonaigua. Die Skistation von Baqueira-Beret bietet dank ihrer Ausrichtung in westlicher Richtung (Atlantik) die ganze Wintersaison über gute Schneeverhältnisse und ideale Pistenbedingungen. Die Pisten tragen mit über 1.000 m Höhendifferenz und einer beeindruckenden Gesamtlänge dazu bei, dass Baqueira-Beret eines der besten Skigebiete Spaniens ist. Der ehemalige spanische König Juan Carlos bereist dieses Skigebiet regelmäßig.
Sowohl die Gegenden des Val d’Aran als auch die der Pallars Sobrià sind von herausragender landschaftlicher Schönheit und umfassen mehr als 50 kleine Dörfer mit den typischen Häusern aus Natursteinen und Holz und sehr alten romanischen Kirchen.
Die Entwicklung von Baqueira begann in den 1960er Jahren auf eine Initiative der Lokalbehörden des Val d’Aran hin. Eine kleine Gruppe von Personen unter Führung von Jorge Jordana de Pozas und Luis Arias gründete die Skistation in der Ortschaft Naut Aran wegen der guten Schneebedingungen in diesem Gebiet.
Heute ist Baqueira-Beret mit seinen mehr als 100 Pistenkilometern eines der ausgedehntesten und beliebtesten Skigebiete der iberischen Halbinsel. Derzeit gibt es Pläne, das Gebiet in Richtung Pallars Sobirà zu erweitern, welche aber auf den Widerstand von Umweltschützern stoßen.